# Фердинандо Карло Гонзага-Невер
Фердинандо Карло Гонзага – Невер или Карло IV (на италиански: Ferdinando Carlo di Gonzaga-Nevers, Carlo IV; * 31 август 1652, Ревере; † 5 юли 1708, Падуа) от италиано-френския род Гонзага-Невер, е от 1665 до 1708 г. последният 10-и херцог на Мантуа и Монферат и княз на Арш.

## Произход
Той е единственото дете на херцог Карло III Гонзага-Невер (1629 – 1665) и на съпругата му Изабела Клара Австрийска (1629 – 1685), племенница на император Фердинанд II. Негови баба и дядо по бащина линия са херцог Карло II Гонзага-Невер и Мария Гонзага, а по майчина – ерцхерцог Леополд V и Клавдия де Медичи.

## Биография
През 1665 г., след смъртта на баща си, 13-годишният Фердинандо Карло наследява управлението на Херцогство Мантуа. Майка му Изабела Клара поема регентството до навършването му на пълнолетие през август 1669 г.
Благодарение на ходатайството на леля си Елеонора Мадалена Гонзага-Невер, вдовица на император Фердинанд III, през 1671 г. младият херцог се жени за Анна Изабела Гонзага ди Гуастала. Този брак му наси като зестра правата върху Херцогство Гуастала и феодите  Луцара и Реджоло, които в миналото са били в центъра на ожесточен спор между двата клона на династията (Гонзага и Гонзага ди Гуастала). 
Заради любовната връзка на майка му с граф Карло Булгарини (покръстен евреин), когото издига за премиер-министър на Мантуа, тя е изпратена от император Леополд I и папата в манастир.
През 1666 г. Фердинандо Карло получава императорската инвеститура над Херцогство Мантуа. Сред първите му управленчески действия е опитът да ограничи злоупотребите, възникващи при събирането на съдебни разноски. Едновременно с това провежда реформа на обществения ред в херцогството.
Въпреки че е доста интелигентен и голям меломан, херцогът демонстрира  слабохарактерност и малка склонност към политическото управление. Той се интересува повече от жени и коне, отколкото от управлението на двете стратегически влиятелни земи, каквито са херцогствата Мантуа и Монферат по това време. 
През 1700 г. композиторът Томазо Албинони му посвещава втората си печатна опера. Агостино Макари му посвещава астрологичната си работа.
След като получава наследяването на Херцогство Гуастала след смъртта на тъста си Феранте III Гонзага през 1678 г., през март същата година Фердинандо Карло започва тайни преговори с краля на Франция Луи XIV, за да получи евентуално пари и пенсии. Впоследствие отива на държавно посещение в Рим, за да бъде приет от папа Инокентий XI. По същия повод е поканен от кралица Кристина Шведска, която по това време е в златно изгнание в Рим. След като напуска Рим, Фердинандо Карло стига до Неапол, където е доволен от специалното внимание, което вицекраля отделя на присъствието му в града.
Влиза в конфликт с Йохан Георг III, курфюрст на Саксония, заради венецианската певица Маргарита Саликола, която иска за себе си.
След като първоначалното споразумение с Кралство Франция се проваля заради предателството на агента на Гонзага – Ерколе Матиоли (изпратен във Версай от херцога, за да ратифицира договорките, постигнати по-рано във Венеция), Фердинандо Карло, по съвет на своите министри Фердинандо Кавриани, Федерико II Гонзага ди Луцара и дон Джузепе да Варано ди Камерино, взема ключово решение. През септември 1681 г. той се съгласява да отстъпи цитаделата на Казале на крал Луи XIV срещу 100 000 скуди и титлата генералисимус на френските войски в Италия. Въпреки че договорът предвижда само предаването на града, френският генерал Никола дьо Катина завзема целия Казале, прогонвайки хората на Гонзага. Едва през 1695 г., след разрушаването на внушителната крепост в Казале Монферато от испанските сили, Фердинандо Карло успява да си върне града, но вече лишен от стратегическо и военно значение.
През 1687 г. Фердинандо Карло се намира на фронта на Австро-турската война по време на битката при Мохач, макар и без да вземе пряко участие. Той се завръща в Мантуа на 6 октомври същата година. Следващата 1688 г., вярен на своята жизнерадостна природа, организира пищни карнавални празненства в Мантуа, а по-късно присъства и на карнавала във Венеция.
Същевременно, с помощта на тайно пристигнали френски войници, започва укрепването на Гуастала с цел да го предаде по-лесно на Франция. През 1689 г. обаче намесата на губернатора на Милано, Антонио Лопес де Аяла и Веласко, слага край на този замисъл — той пристига в Гуастала и разпорежда премахването на укрепленията, което бива довършено от херцог Винченцо Гонзага ди Гуастала.
През 1691 г., при пристигането на испански войски в земите на рода Гонзага, Фердинандо се оттегля във Венеция и оставя управлението на херцогството в ръцете на съпругата си Анна Изабела. Тя проявява забележителни управленски качества – успява да договори с новия милански губернатор, Диего Давила, изтеглянето на испанските сили от Мантуа.
Подкрепата на херцога за френската кауза предизвиква остра реакция от страна на император Леополд I, който през 1692 г. отнема владението над Херцогство Гуастала от Фердинандо и го предоставя на херцог Винченцо, официално инвестирайки го през 1693 г.
След като през 1699 г. Фердинандо Карло е лишен от Херцогство Гуастала в полза на своя девер, и във връзка с избухването на Войната за испанското наследство, той попада в центъра на напрегнатите имперски военни стратегии. На 5 април 1701 г. херцогът допуска войските на Бурбонската коалиция в Мантуа — ход, който предизвиква гневна реакция от страна на император Леополд I. Последният го обвинява в държавна измяна и го призовава пред Върховния трибунал на империята.
Скоро след това войските на императора, водени от фелдмаршал Евгений Савойски-Каринян, нахлуват в Херцогство Мантуа и обсаждат столицата. Фердинандо Карло бяга в Казале, а управлението поверява на своята съпруга, херцогинята Анна Изабела. Тя обаче умира преждевременно на 19 ноември 1703 г., едва 48-годишна. Херцогът, дори в този тъжен момент, не се връща в Мантуа за нейното погребение.
След смъртта на съпругата си Фердинандо Карло побързва да намери нова съпруга. След като разглежда няколко възможности, включително брак с възрастната, но изключително богата принцеса от дома Конде, той в крайна сметка избира да се ожени за младата френска принцеса Сузана-Анриета Лотарингска-Гиз. Сватбата се състои в Тортона на 8 ноември 1704 г.
След церемонията херцогът се завръща в Казале, а през 1705 г. отново се установява в Мантуа. Надявайки се да възстанови своето положение, той отправя молба към новия император Йозеф I, син на покойния Леополд I, с желанието да получи инвеститура върху Херцогство Гонзага — но тази молба остава без отговор.
След като маршал Евгений Савойски-Карнян нанася решително поражение на френските сили при битката при Торино (6 септември 1706 г.), политическата кариера на Фердинандо Карло достига своя трагичен край. Обвинен в тежко престъпление срещу империята, херцогът напуска Мантуа и заминава за Венеция на 21 януари 1707 г., докато съпругата му, Сузанз-Анриета, напразно повикана обратно, се завръща във Франция.
Ситуацията се влошава драматично: на 30 юни 1708 г. Регенсбургският райхстаг постановява, че Фердинандо Карло е изгубил своите владения, освобождавайки поданиците на Мантуа и Монферат от всякакви задължения към него. Император Йозеф I незабавно изпраща граф Кастелбарко в Мантуа, който поема управлението на херцогството. Монферат пък е предаден във владение на Виктор Амадей II от Савойската династия.
На същата дата – 30 юни 1708 г. – императорът официално обвинява Фердинандо Карло в измяна и го лишава от титлата „княз на Свещената Римска империя“. Херцогство Мантуа е конфискувано и анексирано към Миланското херцогство, превръщайки се в имперска територия под прякото управление на императора. Останалата част от Монферат също преминава под контрола на Савойския дом.
Изоставен дори от най-преданите си поддръжници, 55-годишният Фердинандо Карло намира своя край на 5 юли 1708 г. в Палацо Мочениго Куерини в Падуа, само пет дни след произнасянето на присъдата в Регенсбург, вероятно без да е узнал за нея. Обстоятелствата около смъртта му остават неясни: някои съвременни извори намекват за отравяне, поръчано от императорските кръгове, докато други, падуански на произход, твърдят, че трагичният му край настъпва след падане от бучинторо – традиционната венецианска церемониална лодка.
Фердинандо Карло е положен в църквата „Сан Франческо Гранде“ в Падуа. С неговата смърт се слага точка на почти четиривековната династия Гонзага, чийто упадък символизира края на самостоятелния държавен статут на херцогствата Мантуа и Монферат – некоронована епоха в историята на Италия, отминала с тежестта на театрална завеса.
През 2002 г. черепът му е поставен в гробницата на херцозите на Мантуа в Палатинската капела „Санта Барбара“ в Мантуа.

## Брак и потомство
Жени се два пъти:
∞ 1. 1670 за Анна Изабела Гонзага (* 1655, † 11 август 1703), дъщеря на херцог Феранте III Гонзага от Гуастала, от която няма деца.
∞ 2. 8 ноември 1704 за Сузана-Анрикета Лотарингска (* 1 февруари 1686, † 19 декември 1710), дъщеря на Шарл III дьо Лорен, херцог на Елбьоф, от която няма деца.
Има обаче няколко извънбрачни деца от метресата си Изабела ди Парма:
- Джовани Гонзага-Невер (* 26 юли 1671, Мантуа, † 27 октомври 1743, пак там), ∞ за Шарлот-Изабел дьо Комбардел (* 1686, † ?), дъщеря на Пиер дьо Гибанел дьо Комбардел, господар на Шарлан и на Морансан, от която има 1 син и 2 дъщери
- Джована Гонзага-Невер († 1739), ∞ за граф Якопо Бардокси
- Клара Кларина Гонзага-Невер (* 1686, † 1749), капуцинска монахиня в Мантуа
- Карло Гонзага-Невер (* 1692, † 1771), управител в Папската държава, каноник на „Свети Петър“ във Ватикана
- Изабела Клара Гонзага-Невер (* 1694, † 1753), монахиня от Сервитския орден в Мантуа
- Мария Елизабета Гонзага-Невер (* 1695, † сл. 1750), капуцинска монахиня в Мантуа